# Grand Prix Monaka 1983
Grand Prix Monaka 1983 (oficiálně 41e Grand Prix de Monaco) se jela na okruhu Circuit de Monaco v Monte Carlu v Monaku dne 15. května 1983. Závod byl pátým v pořadí v sezóně 1983 šampionátu Formule 1.

## Předběžná kvalifikace
| Poř. | No. | Jezdec           | Konstruktér   | Čas      | Ztráta |
| ---- | --- | ---------------- | ------------- | -------- | ------ |
| 1    | 36  | Bruno Giacomelli | Toleman-Hart  | 1:32.190 | —      |
| 2    | 17  | Eliseo Salazar   | RAM-Ford      | 1:32.502 | +0.312 |
| 3    | 35  | Derek Warwick    | Toleman-Hart  | 1:33.453 | +1.263 |
| 4    | 34  | Johnny Cecotto   | Theodore-Ford | 1:33.817 | +1.627 |
| 5    | 33  | Roberto Guerrero | Theodore-Ford | 1:38.389 | +6.199 |

## Kvalifikace
| Poř.   | No. | Jezdec             | Konstruktér       | Časy v kvalifikaci | Časy v kvalifikaci | Ztráta  |
| Poř.   | No. | Jezdec             | Konstruktér       | Q1                 | Q2                 | Ztráta  |
| ------ | --- | ------------------ | ----------------- | ------------------ | ------------------ | ------- |
| 1      | 15  | Alain Prost        | Renault           | 1:24.840           | 1:52.845           | —       |
| 2      | 28  | René Arnoux        | Ferrari           | 1:25.182           | 1:52.183           | +0.342  |
| 3      | 16  | Eddie Cheever      | Renault           | 1:26.279           | 1:52.434           | +1.439  |
| 4      | 27  | Patrick Tambay     | Ferrari           | 1:26.298           | 1:53.987           | +1.458  |
| 5      | 1   | Keke Rosberg       | Williams-Ford     | 1:26.307           | 1:52.030           | +1.467  |
| 6      | 5   | Nelson Piquet      | Brabham-BMW       | 1:27.273           | 1:56.736           | +2.433  |
| 7      | 22  | Andrea de Cesaris  | Alfa Romeo        | 1:27.680           | 1:54.335           | +2.840  |
| 8      | 2   | Jacques Laffite    | Williams-Ford     | 1:27.726           | 1:53.580           | +2.886  |
| 9      | 25  | Jean-Pierre Jarier | Ligier-Ford       | 1:27.906           | 1:55.986           | +3.066  |
| 10     | 35  | Derek Warwick      | Toleman-Hart      | 1:28.017           | Bez času           | +3.177  |
| 11     | 3   | Michele Alboreto   | Tyrrell-Ford      | 1:28.256           | 2:00.969           | +3.416  |
| 12     | 29  | Marc Surer         | Arrows-Ford       | 1:28.346           | 1:56.836           | +3.506  |
| 13     | 23  | Mauro Baldi        | Alfa Romeo        | 1:28.639           | 1:56.398           | +3.799  |
| 14     | 12  | Nigel Mansell      | Lotus-Ford        | 1:28.721           | 1:56.560           | +3.881  |
| 15     | 30  | Chico Serra        | Arrows-Ford       | 1:28.784           | Bez času           | +3.944  |
| 16     | 9   | Manfred Winkelhock | ATS-BMW           | 1:28.975           | 2:01.178           | +4.135  |
| 17     | 6   | Riccardo Patrese   | Brabham-BMW       | 1:29.200           | Bez času           | +4.360  |
| 18     | 26  | Raul Boesel        | Ligier-Ford       | 1:29.222           | 1:59.110           | +4.382  |
| 19     | 11  | Elio de Angelis    | Lotus-Renault     | 1:29.518           | 1:56.762           | +4.678  |
| 20     | 4   | Danny Sullivan     | Tyrrell-Ford      | 1:29.530           | 2:09.076           | +4.690  |
| 21     | 36  | Bruno Giacomelli   | Toleman-Hart      | 1:29.552           | Bez času           | +4.712  |
| 22     | 8   | Niki Lauda         | McLaren-Ford      | 1:29.898           | 1:52.448           | +5.058  |
| 23     | 7   | John Watson        | McLaren-Ford      | 1:30.283           | 1:53.772           | +5.443  |
| 24     | 31  | Corrado Fabi       | Osella-Ford       | 1:30.495           | Bez času           | +5.655  |
| 25     | 17  | Eliseo Salazar     | RAM-Ford          | 1:31.229           | Bez času           | +6.389  |
| 26     | 32  | Piercarlo Ghinzani | Osella-Alfa Romeo | 1:35.572           | Bez času           | +10.732 |
| Zdroj: |     |                    |                   |                    |                    |         |

## Závod
| Poř.   | No. | Jezdec             | Konstruktér       | Počet kol | Čas/Odstoupení | Pořadí na startu | Body |
| ------ | --- | ------------------ | ----------------- | --------- | -------------- | ---------------- | ---- |
| 1      | 1   | Keke Rosberg       | Williams-Ford     | 76        | 1:56:38.121    | 5                | 9    |
| 2      | 5   | Nelson Piquet      | Brabham-BMW       | 76        | + 18.475       | 6                | 6    |
| 3      | 15  | Alain Prost        | Renault           | 76        | + 31.366       | 1                | 4    |
| 4      | 27  | Patrick Tambay     | Ferrari           | 76        | + 1:04.297     | 4                | 3    |
| 5      | 4   | Danny Sullivan     | Tyrrell-Ford      | 74        | + 2 kola       | 20               | 2    |
| 6      | 23  | Mauro Baldi        | Alfa Romeo        | 74        | + 2 kola       | 13               | 1    |
| 7      | 30  | Chico Serra        | Arrows-Ford       | 74        | + 2 kola       | 15               |      |
| Ret    | 6   | Riccardo Patrese   | Brabham-BMW       | 64        | Elektronika    | 17               |      |
| Ret    | 2   | Jacques Laffite    | Williams-Ford     | 53        | Převodovka     | 8                |      |
| Ret    | 29  | Marc Surer         | Arrows-Ford       | 49        | Kolize         | 12               |      |
| Ret    | 35  | Derek Warwick      | Toleman-Hart      | 49        | Kolize         | 10               |      |
| Ret    | 11  | Elio de Angelis    | Lotus-Renault     | 49        | Hřídel         | 19               |      |
| Ret    | 25  | Jean-Pierre Jarier | Ligier-Ford       | 32        | Zavěšení       | 9                |      |
| Ret    | 16  | Eddie Cheever      | Renault           | 30        | Motor          | 3                |      |
| Ret    | 22  | Andrea de Cesaris  | Alfa Romeo        | 13        | Převodovka     | 7                |      |
| Ret    | 28  | René Arnoux        | Ferrari           | 6         | Zavěšení       | 2                |      |
| Ret    | 26  | Raul Boesel        | Ligier-Ford       | 3         | Kolize         | 18               |      |
| Ret    | 9   | Manfred Winkelhock | ATS-BMW           | 3         | Kolize         | 16               |      |
| Ret    | 3   | Michele Alboreto   | Tyrrell-Ford      | 0         | Kolize         | 11               |      |
| Ret    | 12  | Nigel Mansell      | Lotus-Ford        | 0         | Kolize         | 14               |      |
| DNQ    | 36  | Bruno Giacomelli   | Toleman-Hart      |           |                |                  |      |
| DNQ    | 8   | Niki Lauda         | McLaren-Ford      |           |                |                  |      |
| DNQ    | 7   | John Watson        | McLaren-Ford      |           |                |                  |      |
| DNQ    | 31  | Corrado Fabi       | Osella-Ford       |           |                |                  |      |
| DNQ    | 17  | Eliseo Salazar     | RAM-Ford          |           |                |                  |      |
| DNQ    | 32  | Piercarlo Ghinzani | Osella-Alfa Romeo |           |                |                  |      |
| DNPQ   | 34  | Johnny Cecotto     | Theodore-Ford     |           |                |                  |      |
| DNPQ   | 33  | Roberto Guerrero   | Theodore-Ford     |           |                |                  |      |
| Zdroj: |     |                    |                   |           |                |                  |      |

## Průběžné pořadí po závodě
Pohár jezdců
| Pořadí | Jezdec         | Body |
| ------ | -------------- | ---- |
| 1      | Nelson Piquet  | 21   |
| 2      | Alain Prost    | 19   |
| 3      | Patrick Tambay | 17   |
| 4      | Keke Rosberg   | 14   |
| 5      | John Watson    | 11   |
| Zdroj: |                |      |

Pohár konstruktérů
| Pořadí | Konstruktér   | Body |
| ------ | ------------- | ---- |
| 1      | Ferrari       | 25   |
| 2      | Renault       | 23   |
| 3      | Brabham-BMW   | 21   |
| 4      | McLaren-Ford  | 21   |
| 5      | Williams-Ford | 21   |
| Zdroj: |               |      |